# Crisomèlids
Els crisomèlids (Chrysomelidae) també anomenats escarabats de les fulles són una família de coleòpters polífags de la superfamília Chrysomeloidea. És una de les grans famílies de coleòpters, amb 2114 gèneres i 32.500 espècies, sis vegades més que mamífers.
L'escarabat de la patata (Leptinotarsa decemlineata) va delmar aquest cultiu quan es va introduir a Europa procedent d'Amèrica del Nord i Crioceris asparagi és plaga dels espàrrecs, per posar alguns exemples.

## Morfologia
Es diferencien dels Cerambycidae per les antenes curtes i filiformes i el cos, en general, més arrodonit. Els tarsos són típicament criptopentàmers, és a dir amb cinc artells en tots els tars (5-5-5), però el penúltim és molt petit i poc aparent, amb el que sembla que tinguin solament quatre.
Els Imagos o adults dels escarabats de la fulla són de mida petita a mitjana, és a dir, la majoria de les espècies oscil·len entre 1,0 i 18 mm de longitud, excloent els apèndixs, amb només unes poques espècies més grans com l'Alurnus humeralis, que arriba als 35 mm. La forma del cos és molt variable, però amb freqüència són cilíndrics i proveïts de colors brillants. Les antenes són usualment filiformes, rarament dilatades en l'àpex en forma de maça, mai inserides en prominències i gairebé mai sobrepassant la meitat del cos. El segon segment antenal és de mida normal (cosa que diferencia els escarabats de fulla dels escarabats de banyes llargues, estretament relacionats). En la majoria de les espècies, els segments antenals tenen una forma més o menys igual, com a molt s'eixamplen gradualment cap a la punta, tot i que alguns Galerucinae en particular tenen segments modificats, principalment en els mascles. El primer segment de l'antena en la majoria dels casos és més gran que els següents.
El cap està proveït amb freqüència de clots o prominències; pot ser rostriforme, però el rostre mai és més llarg que ample. El pronot dels escarabats de la fulla varia segons les espècies. En la majoria, és de lleugerament a molt bombat i de trapezoidal a arrodonit-quadrat en vista dorsal. En algunes subfamílies, com els Cassidinae i, en grau més baix, els Cryptocephalinae, el cap està cobert pel pronot i, per tant, no és visible des de dalt. Els tres primers esternits no estan fusionats, sinó que estan units per sutures mòbils.
La majoria de les espècies posseeixen ales, tot i que el nivell de desenvolupament i, en conseqüència, la capacitat de vol pot variar molt, fins i tot dins d'una mateixa espècie, i algunes no volen amb els èlitres fusionats.

## Biologia i ecologia

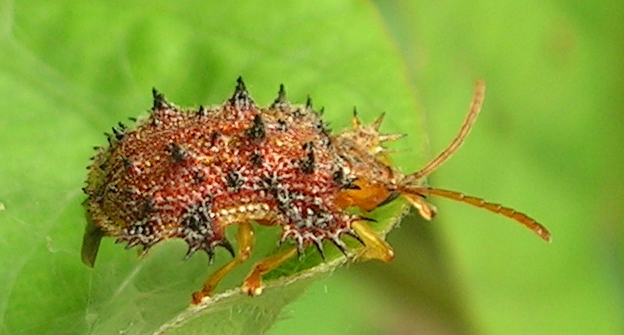
Escarabat híspid amb caputxes intricades.

Són gairebé exclusivament herbívors, la majoria d'ells s'alimenten de fulles, però un bon nombre d'espècies són subterrànies i s'alimenten d'arrels o tiges subterrànies; també algunes espècies s'alimenten de llavors o flors. Les excepcions són, per exemple, els membres de la subfamília Cryptocephalinae, que s'alimenten de fulles mortes. Algunes Cryptocephalinae tenen larves que viuen en nius de formigues (mirmecofília), on s'alimenten de plantes mortes o fins i tot de matèria animal morta.
En general, la dieta de les larves de Chrysomelidae és més variada que la dels adults, ja que algunes perforen l'interior de les fulles, altres roseguen la superfície, ataquen l'arrel, les llavors o la tija. Moltes espècies estan associades a la proximitat de l'aigua.
Les larves de Bruchinae (abans família independent) són perforadores de llavors, generalment de lleguminoses. Molts adults s'alimenten de pol·len, no necessàriament del de l'hoste larvari. Alguns no s'alimenten quan són adults.
Els semiacuàtics Donaciinae tenen larves que s'alimenten de la saba de les arrels de les plantes aquàtiques. A més d'aliment, també obtenen oxigen d'aquesta manera, dels espais intercel·lulars de la planta. Els adults s'alimenten de fulles de plantes aquàtiques.
Les larves de Sagrinae formen principalment gales a les tiges dels arbustos, tot i que Mecynodera balyi en canvi, s'alimenta dins de les beines de les llavors de les plantes enfiladisses Pandorea
Els Chrysomelidae es defensen dels depredadors amb compostos tòxics de defensa, que moltes espècies obtenen dels teixits de les plantes verinoses de les quals s'alimenten o sintetitzen elles mateixes. Igual que alguns Coccinellidae, realitzen "sagnat reflex": quan són molestats per alguna cosa, segreguen substàncies defensives en forma de líquid a través de les articulacions de les seves potes, que sembla que estan sagnant.

### Importància per a l'ésser humà

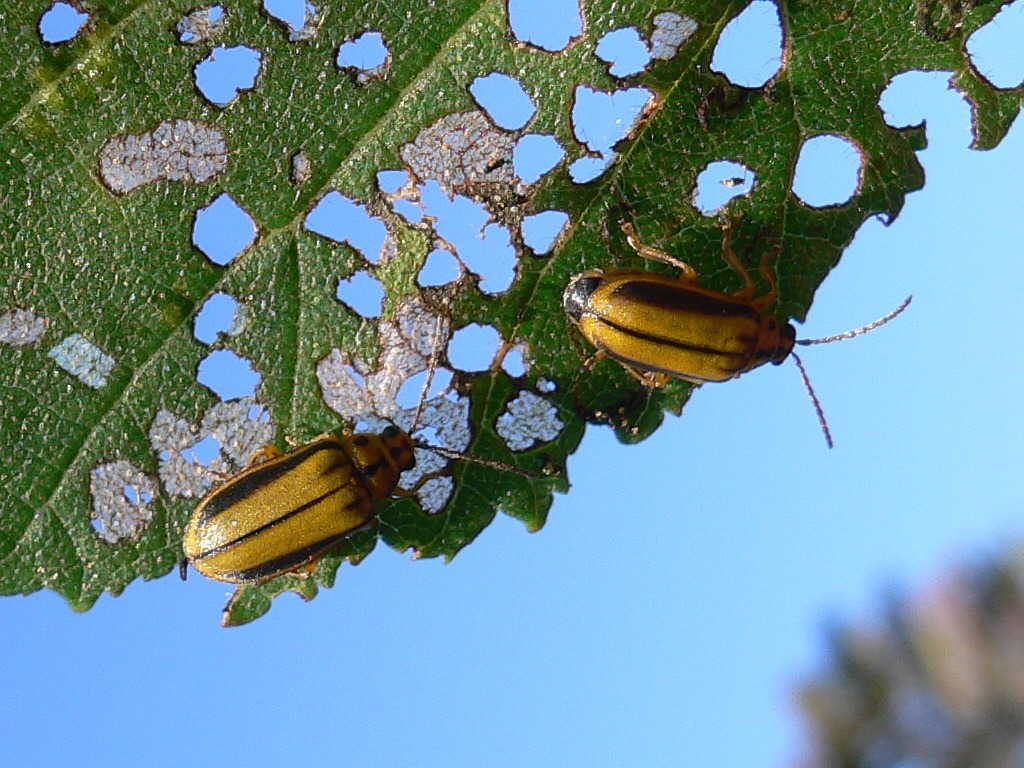
Xanthogaleruca luteola en una fulla d'om

Alguns són temibles plagas per a l'agricultura, de gran importància econòmica. Els membres de la subfamília Bruchinae (abans família independent) devoren llavors de tota mena i causen grans estralls en productes emmagatzemats. A més, són vectors de bacteris i virus fitopatogens.
El curt temps de generació significa que, en condicions favorables, poden reproduir-se amb gran rapidesa. Quan ataquen les plantes cultivades per l'ésser humà per obtenir aliments o fusta, poden causar molts danys. Les larves dels de la subfamília Bruchinae causen danys a les llavors collides (per exemple, mongetes, pèsols o blat). Entre els més coneguts es troba l'escarabat de la patata, un membre de la subfamília Chrysomelinae, que va ser introduït a Europa des d'Amèrica del Nord després de la Primera Guerra Mundial i que des d'aleshores ha causat greus danys als cultius de patata i a altres cultius de Brassicaceae o de Solanaceae (per exemple, tomàquet). Altres espècies d'importància econòmica són el gorgull del espàrrec (Crioceris asparaga), el gorgull del pollancre (Chrysomela populi), Xanthogaleruca luteola (als oms), Erynephala puncticollis (a les remolatxas), etc.
Se'ls controla principalment amb mitjans químics: insecticides. Un dels problemes d'aquest mètode de control és que el curt temps de generació els permet desenvolupar ràpidament resistència a determinats insecticides. Així, poblacions de l'escarabat de la patata de Colorado han desenvolupat fins ara resistència a almenys 49 insecticides diferents de totes les classes. D'altra banda, algunes espècies s'han utilitzat amb avantatge en el control biològic d'espècies de plantes invasores.

## Enemics naturals
Un investigador finlandès va publicar un exhaustiu treball en què es descriuen els enemics naturals de l'escarabat de la fulla del vern Plagiosterna aenea i altres espècies d'escarabats de la fulla observats al camp. Entre els depredadors dels ous de crisomèlids es troben veritables xinxes com l' Anthocorus nemorum i l' Orthotylus marginalis sírfids (per exemple, Parasyrphus nigritarsis de vegades ponen ous adjacents a les postes d'ous d'escarabats i quan la larva de la mosca fa eclosió consumeix els ous i les larves joves dels escarabats. Entre els depredadors larvals es troba A. nemorum, la xinxe Rhacognathus punctatus, i la vespa Symmorphus bifasciatus Se sap que algunes espècies de vespes, com Polistes carolina, s'alimenten de larves de Chrysomelidae després que els ous siguin posats a les flors Els escarabats adults són consumits per R. punctatus. Es pot trobar més informació sobre els enemics naturals als articles sobre els escarabats crisomèlids Chrysomela aeneicollis, Phratora laticollis i Phratora vitellinae.

## Sistemàtica i evolució

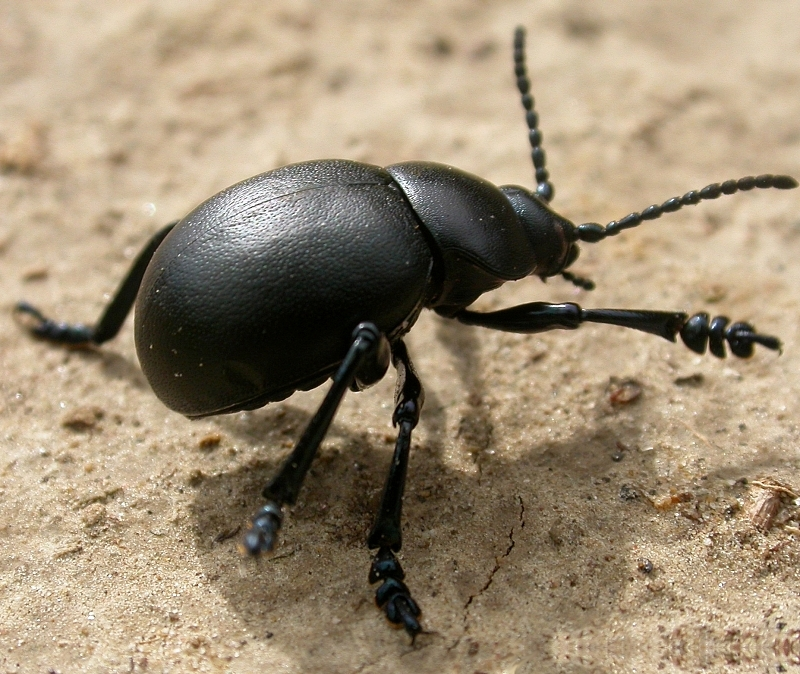
Un membre del gènere Timarcha

Els fòssils més antics confirmats com a pertanyents a Chrysomelidae daten del Cretaci, fa uns 100 milions d'anys. Les restes són sorprenentment escasses, ja que només hi ha dos exemplars atrapats en ambre i un exemple de marques típiques d'alimentació en fulles fossilitzades d'una planta relacionada amb el gingebre. Sobre aquesta base, se suposa que la majoria de les subfamílies actuals van evolucionar al Cretaci superior, al mateix temps que la radiació generalitzada dels crisomeloïdeus. Són parents propers dels escarabats longicornis (família Cerambycidae).
Són una família molt gran d'escarabats, la majoria dels quals es distingeixen només per caràcters microscòpics, per la qual cosa la seva classificació, tradicionalment basada en caràcters morfològics, està canviant ràpidament amb els nous descobriments. Així, diverses subfamílies generalment acceptades han estat recentment reclassificades, bé elevades al nivell d'una família diferent (per exemple, Orsodacnidae i Megalopodidae), bé incorporades a subfamílies existents (per exemple, Alticinae, Chlamisinae i Clytrinae). És probable que la divisió taxonòmica de la família, tal com s'accepta actualment, es modifiqui encara més amb noves dades (especialment les moleculars).

## Taxonomia
La família Chrysomelidae inclou les següents subfamílies:
- Subfamília Sagrinae Leach, 1815
- Subfamília Bruchinae Latreille, 1802
- Subfamília Donaciinae Kirby, 1837
- Subfamília Criocerinae Latreille, 1804
- Subfamília Chrysomelinae Latreille, 1802
- Subfamília Galerucinae Latreille, 1802
- Subfamília Lamprosomatinae Lacordaire, 1848
- Subfamília Cryptocephalinae Gyllenhal, 1813
- Subfamília Eumolpinae Hope, 1840
- Subfamília Spilopyrinae Chapuis, 1874
- Subfamília Synetinae LeConte and Horn, 1883
- Subfamília Protoscelidinae† Medvedev, 1968

## Galeria

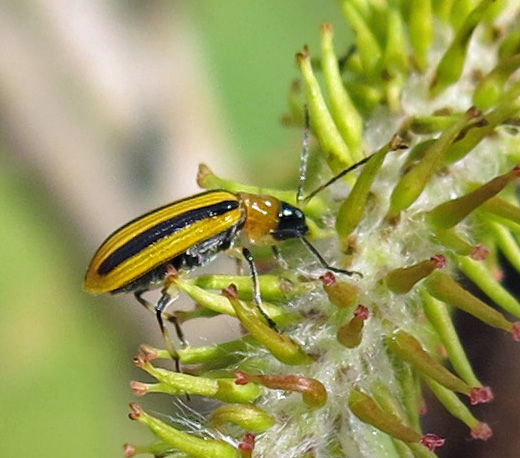
Acalymma vittatum
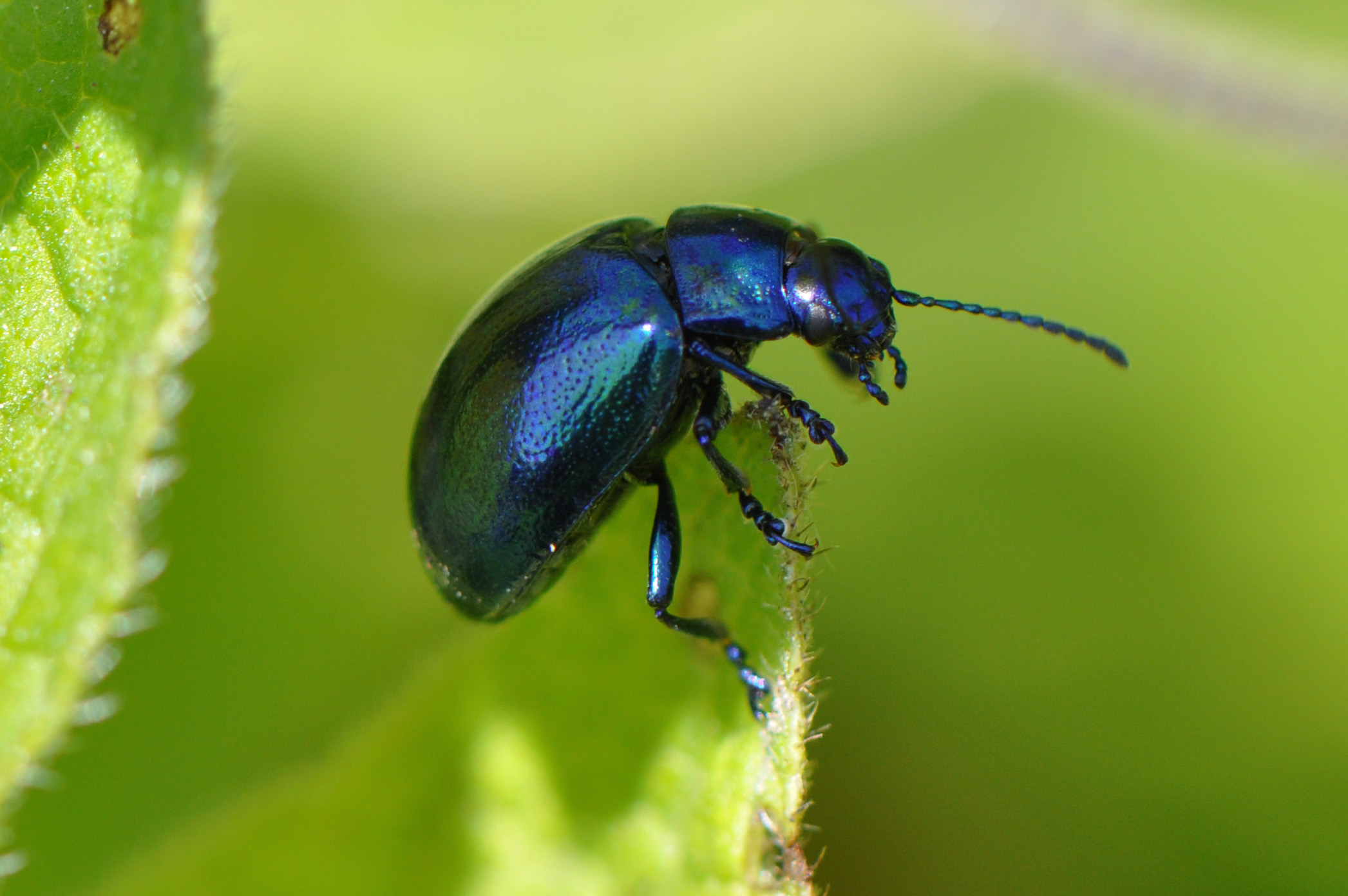
Agelastica alni
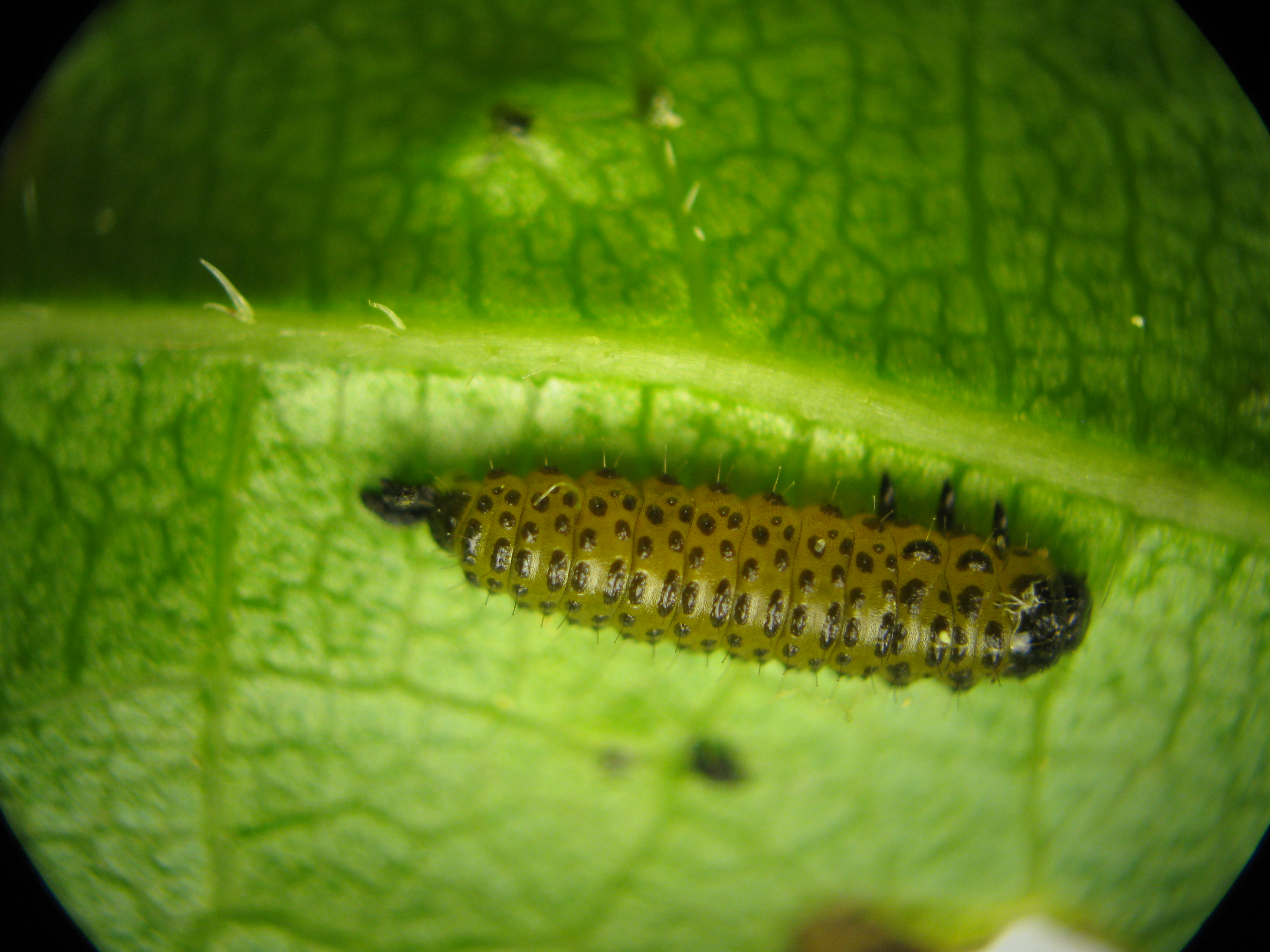
Altica, larva
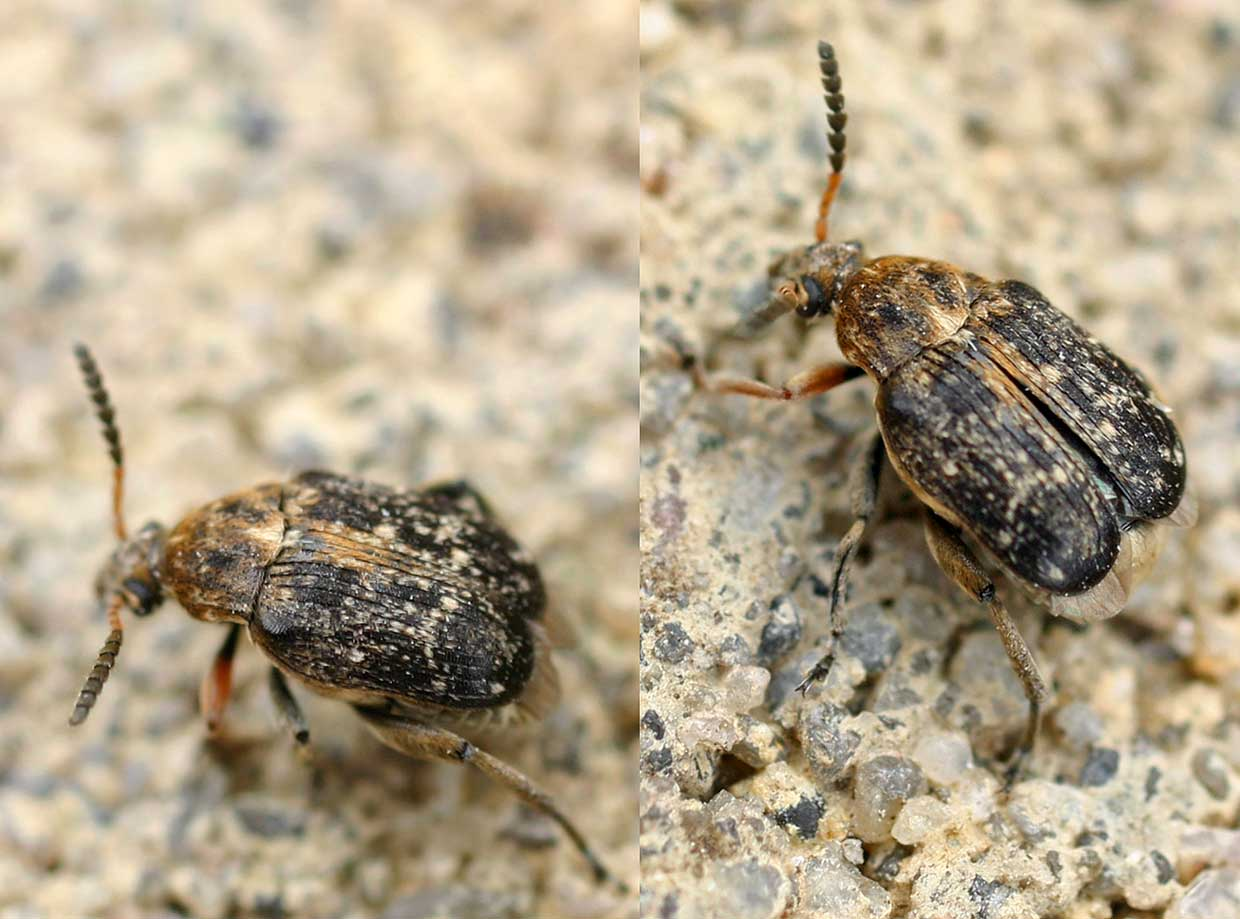
Bruchus pisorum (Bruchinae)
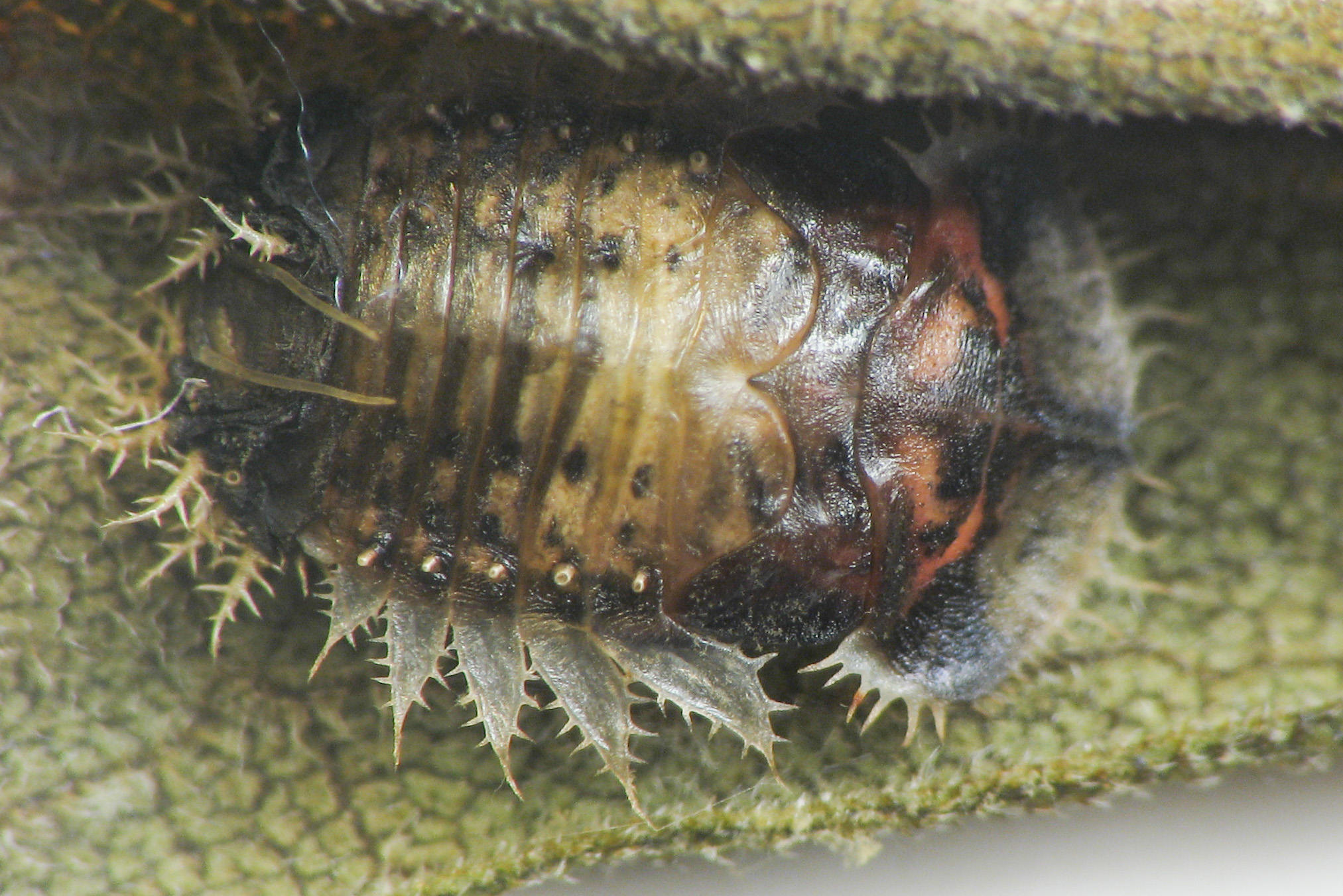
Charidotella sexpunctata, pupa
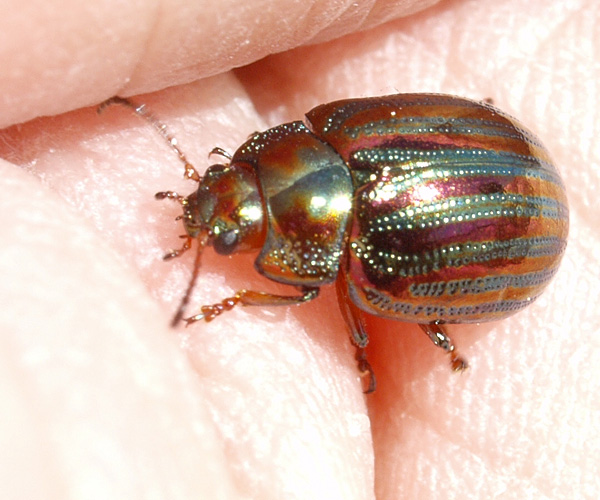
Chrysolina americana
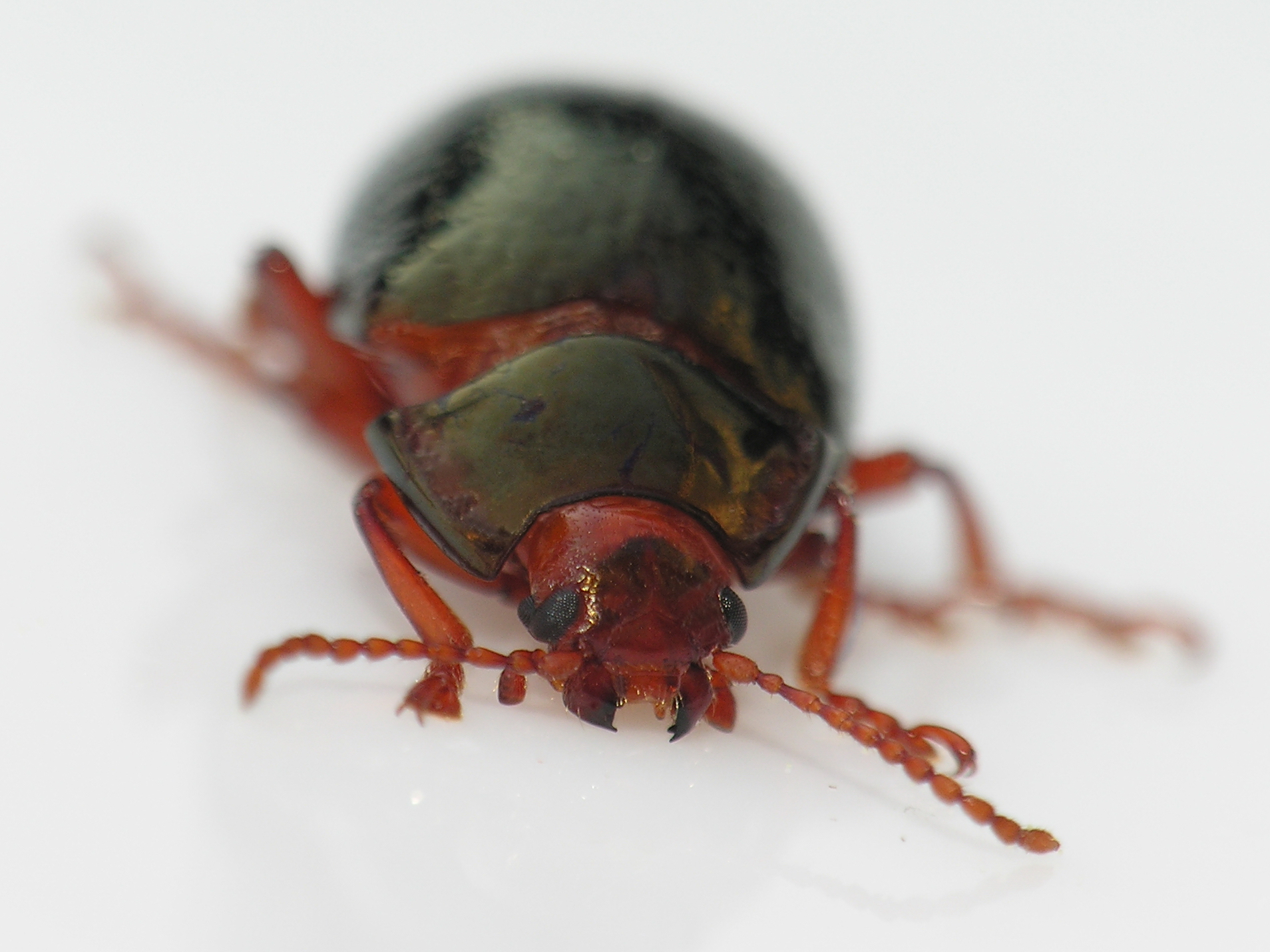
Chrysolina bankii
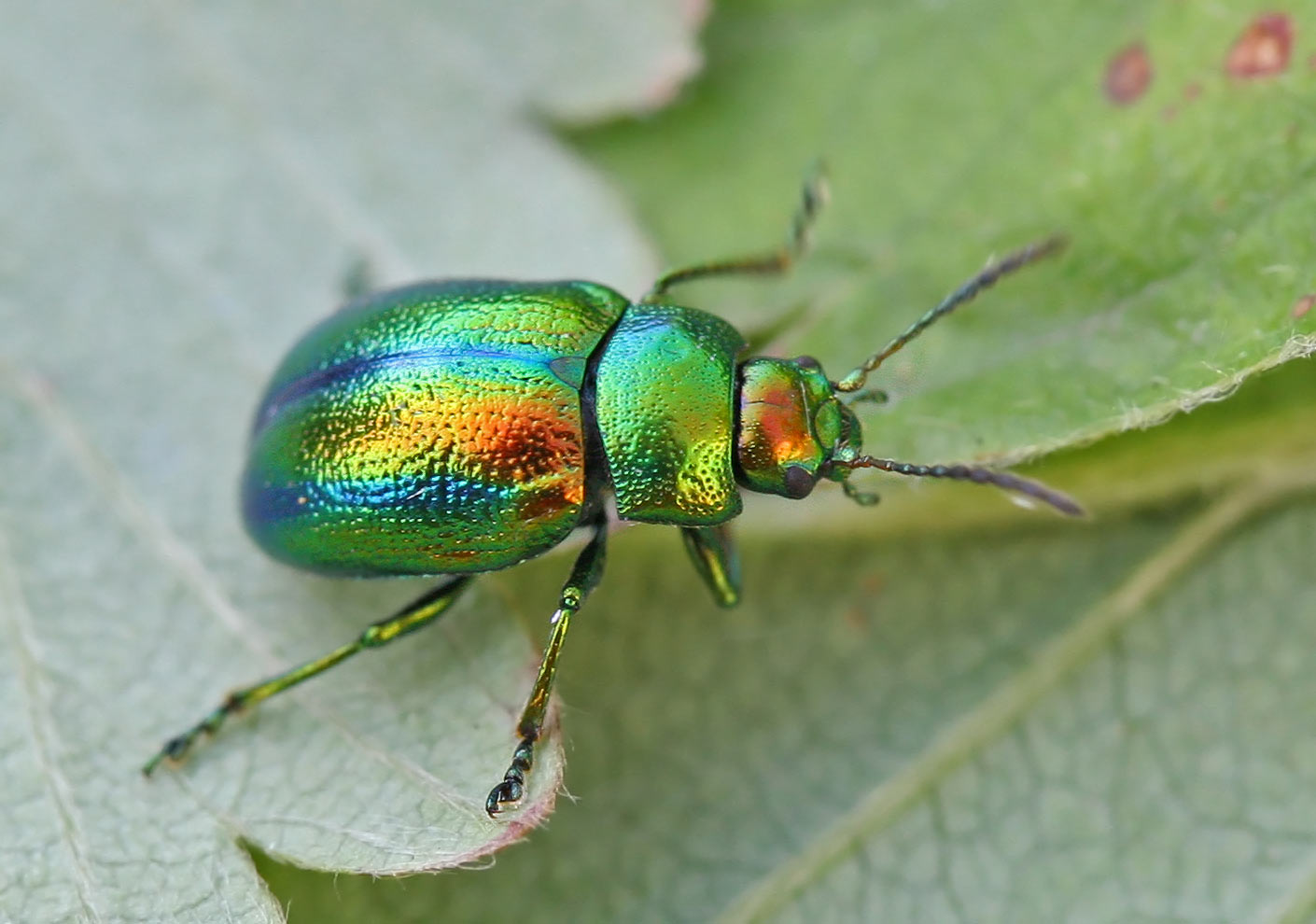
Chrysolina fastuosa
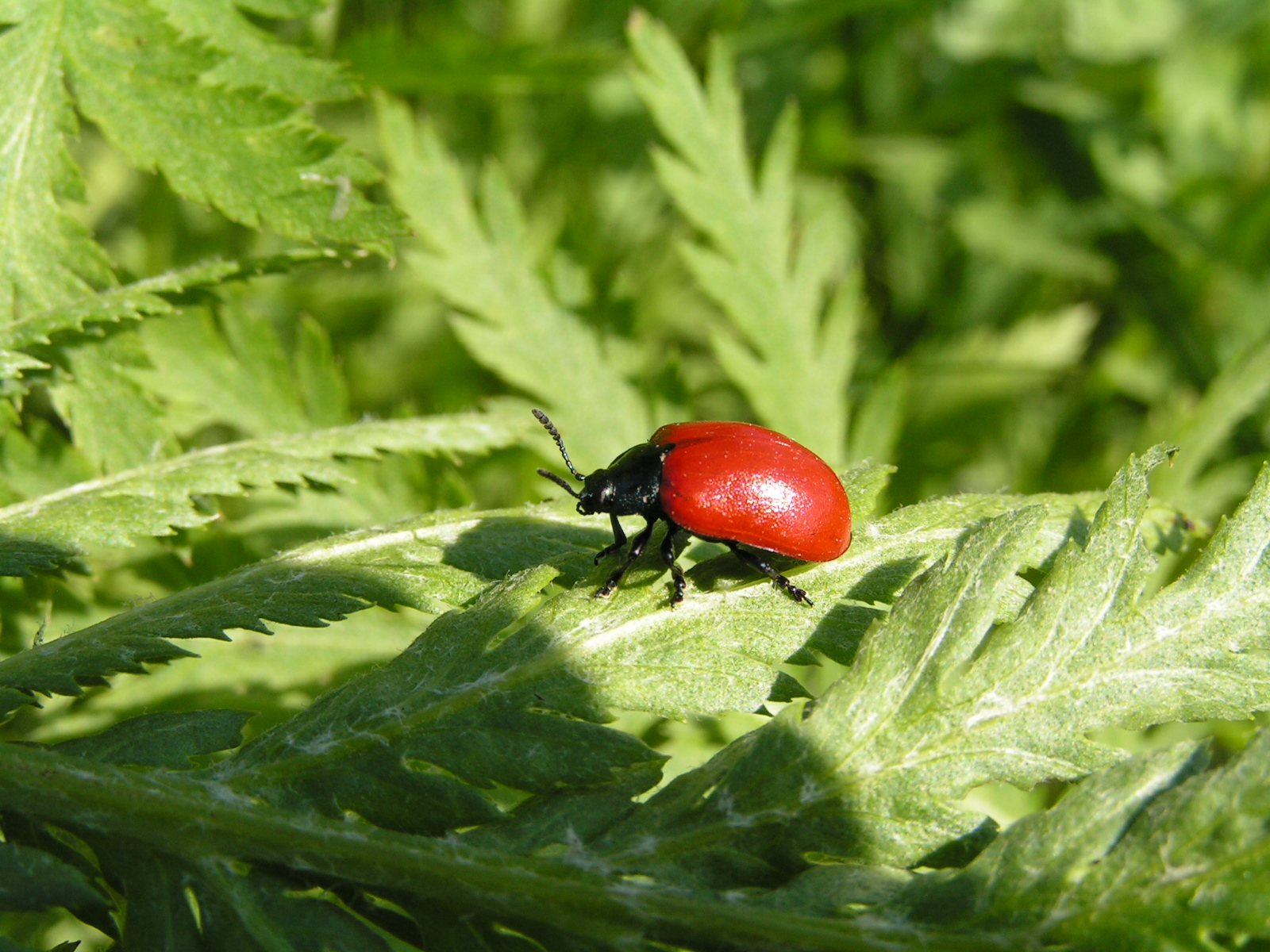
Chrysomela populi
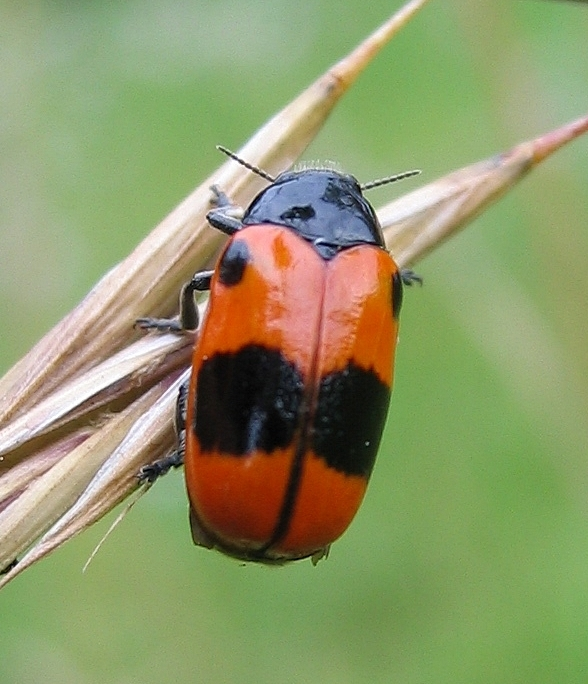
Clytra laeviuscula
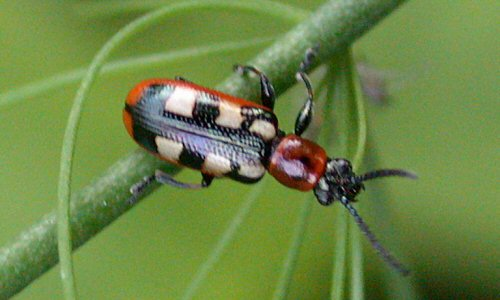
Crioceris asparagi
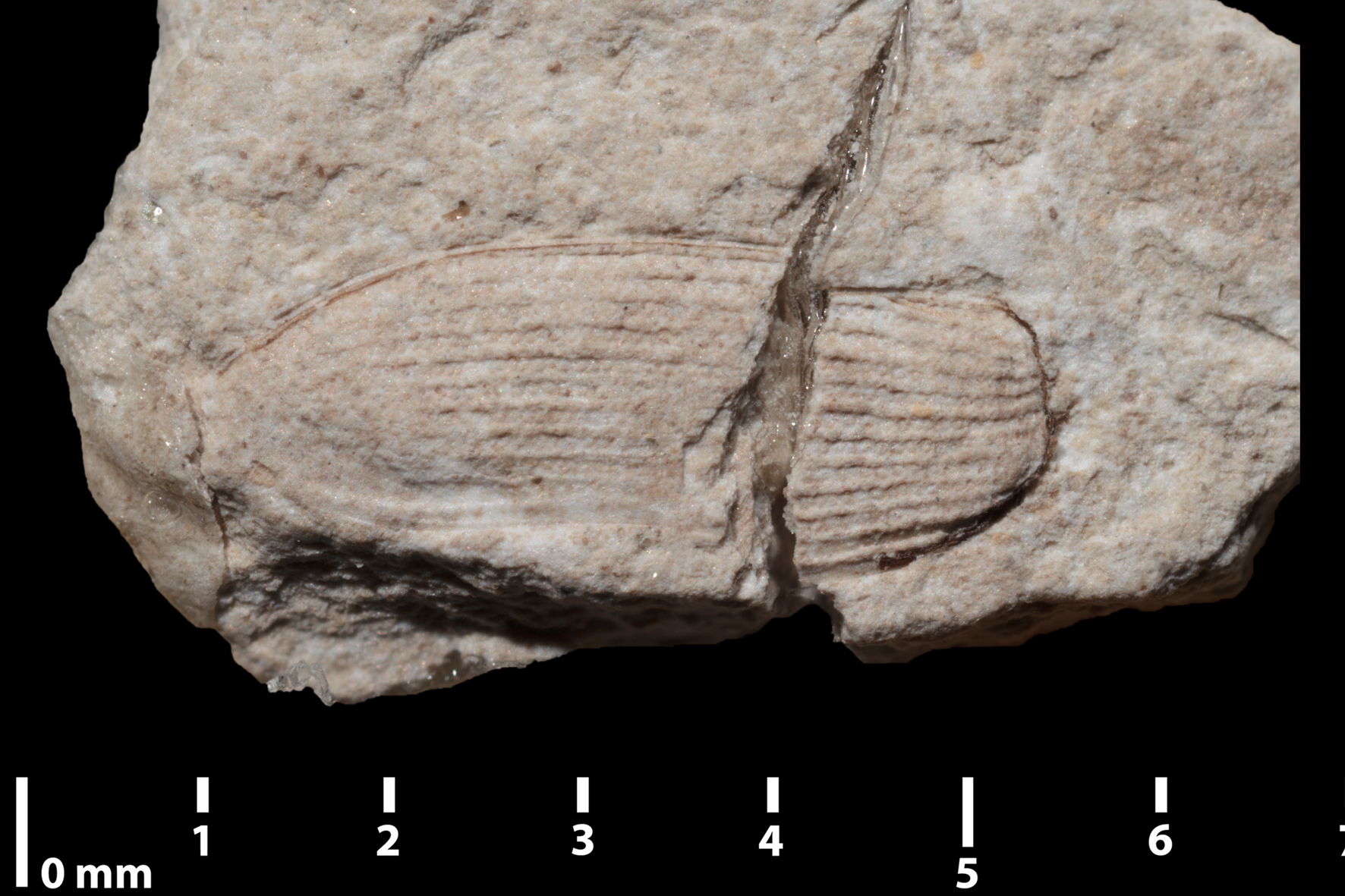
Donacia splendida, fósil
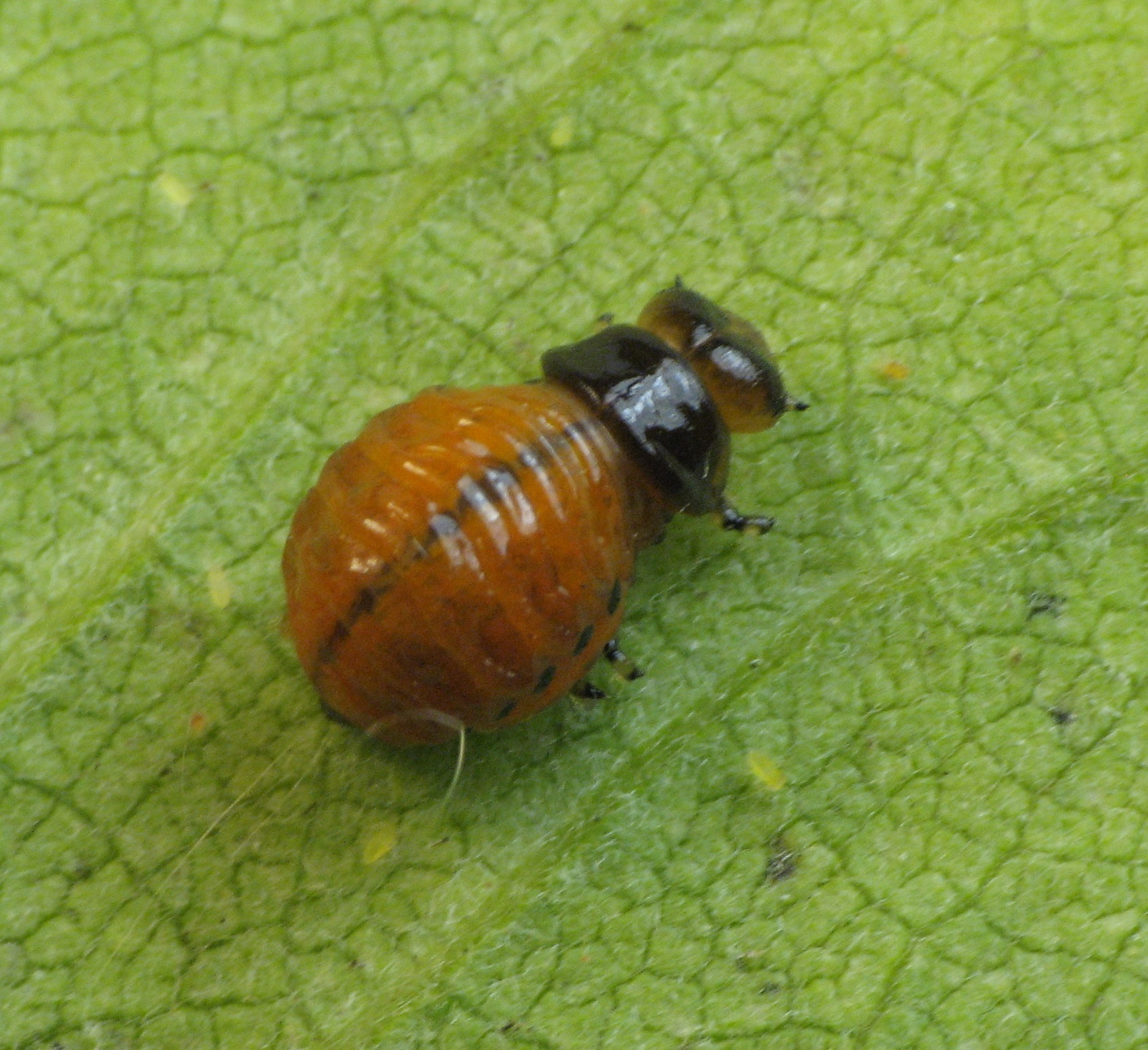
Labidomera clivicollis, larva
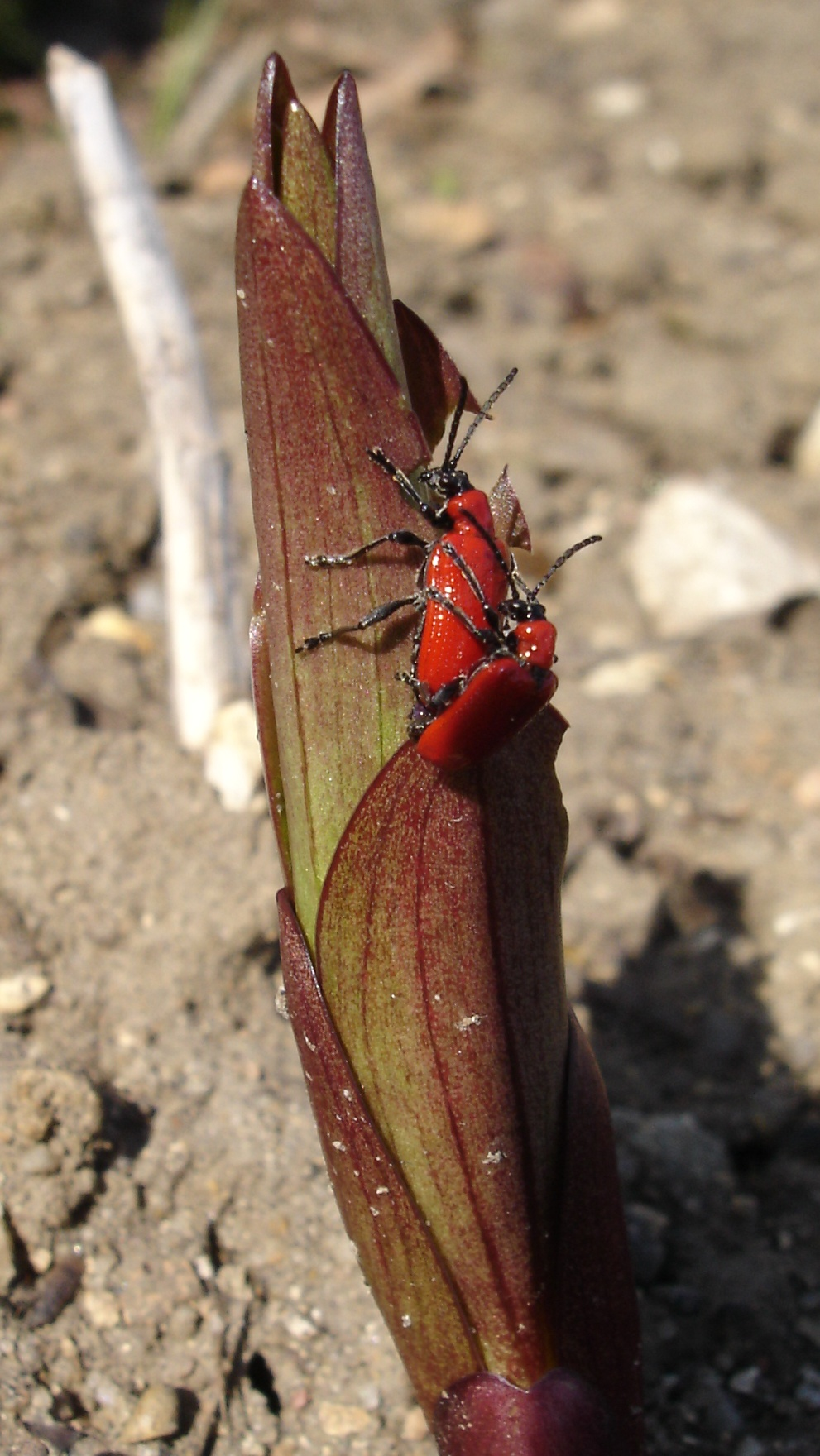
Lilioceris lilii
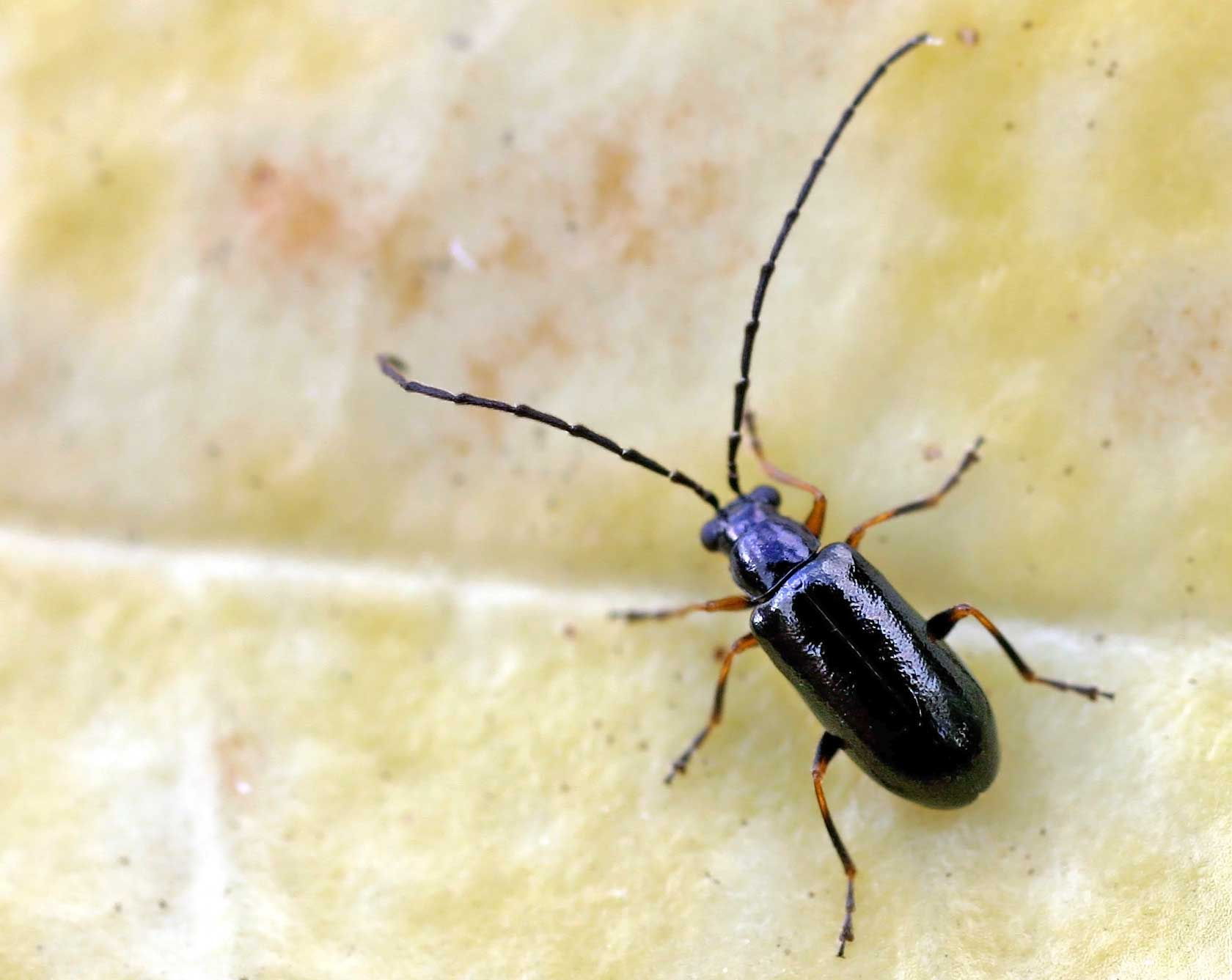
Luperus longicornis
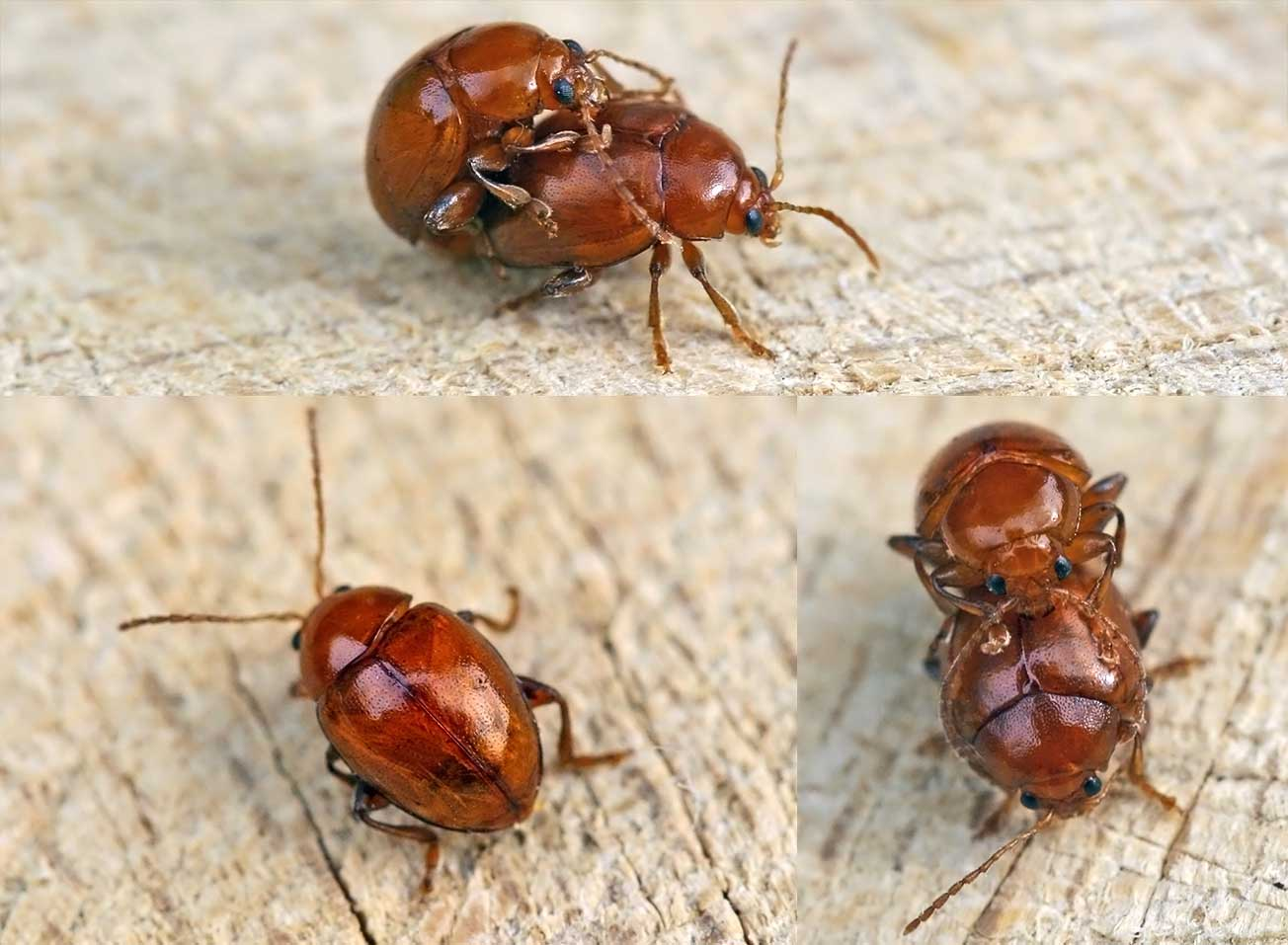
Sphaeroderma rubidum
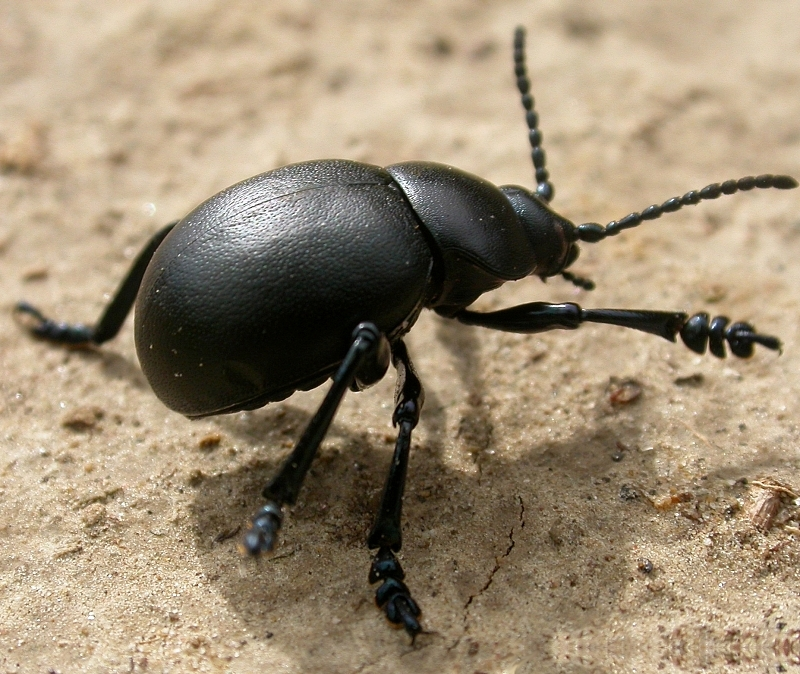
Timarcha sp.
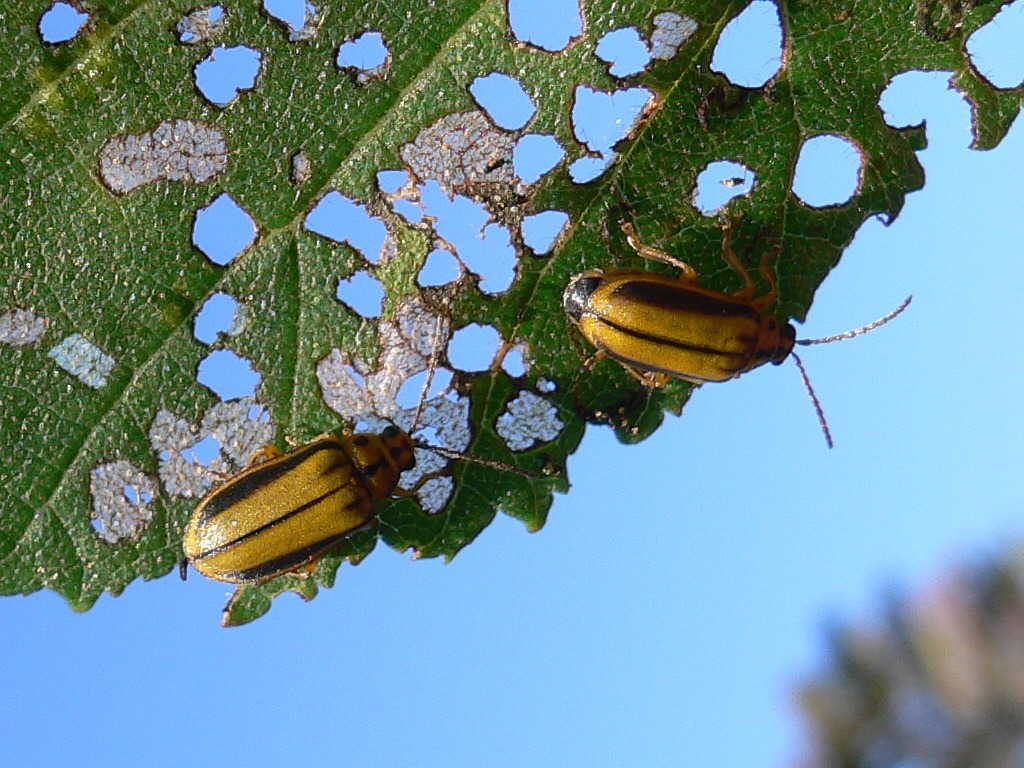
Xanthogaleruca luteola